# Sigizmund Krzizjanovski

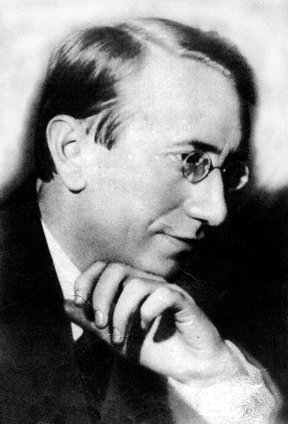
Sigizmund Krzizjanovski.

Sigizmund Dominikovitsj Krzizjanovski  (Russisch: Сигизму́нд Домини́кович Кржижано́вский) (Kiev, 11 februari 1887 – Moskou, 28 december 1950) was een Russisch schrijver van Poolse afkomst, vooral van korte verhalen.

## Leven
Krzizjanovski werd geboren uit Poolse ouders. Hij bezocht het gymnasium in Kiev en studeerde daarna rechten. Na zijn studie werkte hij enkele jaren bij de rechtbank. In 1918 had hij genoeg van de rechten en werd leraar kunst- en cultuurgeschiedenis aan het conservatorium en het theaterinstituut van Kiev. In 1922 verhuisde hij naar Moskou en werkte daar bij het ‘Kamertheater’. In die periode groeide hij uit tot een bekende figuur in de Moskouse literaire wereld en trok bij voorleesavonden altijd veel publiek. Hij slaagde er echter niet in zijn werk gepubliceerd te krijgen, ook niet nadat hij in 1939 lid werd van de Bond van Sovjetschrijvers. Hij voorzag voornamelijk in zijn levensonderhoud met vertalingen uit het Pools en door het schrijven van operalibretto’s. Hij schreef onder andere het libretto voor Sergej Prokofjevs Eugene Onegin (1937). Ook schreef hij het scenario voor een film van de cineast Jakov Protazanov.
Krzizjanovski was alcoholist. Hij stierf in 1950 te Moskou. Tot op heden is zijn graf niet teruggevonden.

## Werk
Het meeste werk van Krzizjanovski dateert uit de jaren twintig en dertig. Het zijn vooral poëtische, soms fantastische, enigszins obscure korte verhalen, beïnvloed door klassieke schrijvers als Robert Louis Stevenson, Edgar Allan Poe, Nikolai Gogol, E.T.A. Hoffmann en H. G. Wells. De eerste uitgave van zijn werk in het Russisch dateert pas van 1989, nadat de wetenschapper Vadim Perelmuter zijn manuscripten in het archief had teruggevonden. De Russische literaire kritiek reageerde lovend en enthousiast op deze "herontdekking". Zijn verhalen werden gezien als een voorloper op het existentialisme en vergeleken met de verhalen van Jorge Luis Borges en Franz Kafka. 
Krzizjanovskis novelle God is dood werd in 2009 opgenomen in de bloemlezing Moderne Russische verhalen (Uitgeverij Atlas, Amsterdam, 2009).